# Событие (теория относительности)
Собы́тие (мирова́я то́чка) в теории относительности — моментальное локальное явление, происходящее в уникальном времени и месте, то есть точка в пространстве-времени.  События являются элементами плоского пространства Минковского СТО и искривленного псевдориманова пространства-времени ОТО.
Любое событие можно однозначно указать при помощи четырёх пространственно-временных координат xi = (x0, x1, x2, x3) (время события x0 и его координаты в трёхмерном пространстве x1, x2, x3), заданных в конкретной системе отсчёта. Координаты события в другой системе отсчёта будут, вообще говоря, иными, однако новые координаты события x'i могут быть вычислены из старых с помощью формул преобразования координат — в СТО это лоренцевы преобразования: x'i = Λijxj, где Λij — матрица лоренц-преобразования, а по повторяющимся индексам выполнено суммирование.